# Gérard Longuet

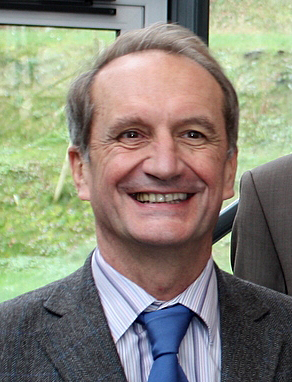
Gérard Longuet

Gérard Longuet (nacido el 24 de febrero de 1946 en Neuilly-sur-Seine, Hauts-de-Seine) es un político francés conservador. Desde el 27 de febrero de 2011 hasta el 15 de mayo de 2012 fue el ministro francés de Defensa.

## Biografía
Cuando era joven, era parte de un movimiento de derecha extrema llamado Occident. Durante la década de 1990 Longuet fue presidente del Partido Republicano y desempeñó funciones como ministro de Industria, hasta que dimitió en 1994.
Antes de su nombramiento como ministro de Defensa, fue el líder de la UMP en el Senado.  Anteriormente Longuet era un miembro de la Asamblea Nacional de Francia, ministro y miembro del Parlamento Europeo. 
En 2005 fue declarado no-culpable en un juicio relativo a empresas de la construcción habían pagado dinero a los partidos políticos a cambio de contratos.
En 2008, comparó la homosexualidad con la pedofilia, y dijo que los desfiles del orgullo gay desfiles pueden llevar a los adolescentes LGBT al suicidio . Se ha dicho que no recuerda haber dicho él, a pesar de que hay tomas de la misma.

## Carrera política

### Funciones gubernamentales
- Ministro de Defensa y Asuntos Veteranos: desde 2011.
- Ministro de Industria, Correos y Telecomunicaciones, y Comercio Exterior: 1993-1994 (renuncia).
- Ministro de Correos y Telecomunicaciones: 1986-1988.
- Secretario de Estado de Correos y Telecomunicaciones: marzo-agosto de 1986.

### Mandatos electorales

#### Del Parlamento Europeo
- Miembro del Parlamento Europeo : 1984-1986 (Fue nombrado ministro en 1986).

#### Senado de Francia
- Presidente del Grupo de UMP en el Senado de Francia : 2009-2011 (Fue nombrado ministro en 2011).
- Senador de Mosa : 2001-2011 (Fue nombrado ministro en 2011).

#### Asamblea Nacional de Francia
- Miembro de la Asamblea Nacional de Francia por Mosa : 1978-1981 / Reelegido en 1986, pero se convirtió en ministro / 1988-1993 (Fue nombrado ministro en 1993). Elegido en 1978, reelegido en 1986, 1988, 1993.

#### Consejo Regional
- Presidente del Consejo Regional de Lorraine (región) : 1992-2004. Reelegido en 1998.
- Consejero regional Lorena : desde 1992 hasta 2010 (renuncia). Reelegido en 1998, 2004, 2010.

#### Consejo General
- Vicepresidente del Consejo General de Mosa : 1982-1986.
- Consejero general de Mosa : 1979-1992 / 1998-2001 (renuncia). Reelegido en 1985, 1998.

#### Consejo municipal
- Concejal de Bar-le-Duc : 1983-1989.

### Funciones políticas
Presidente del Partido Republicano (Francia) : 1990-1995.